# NHL Winter Classic 2024

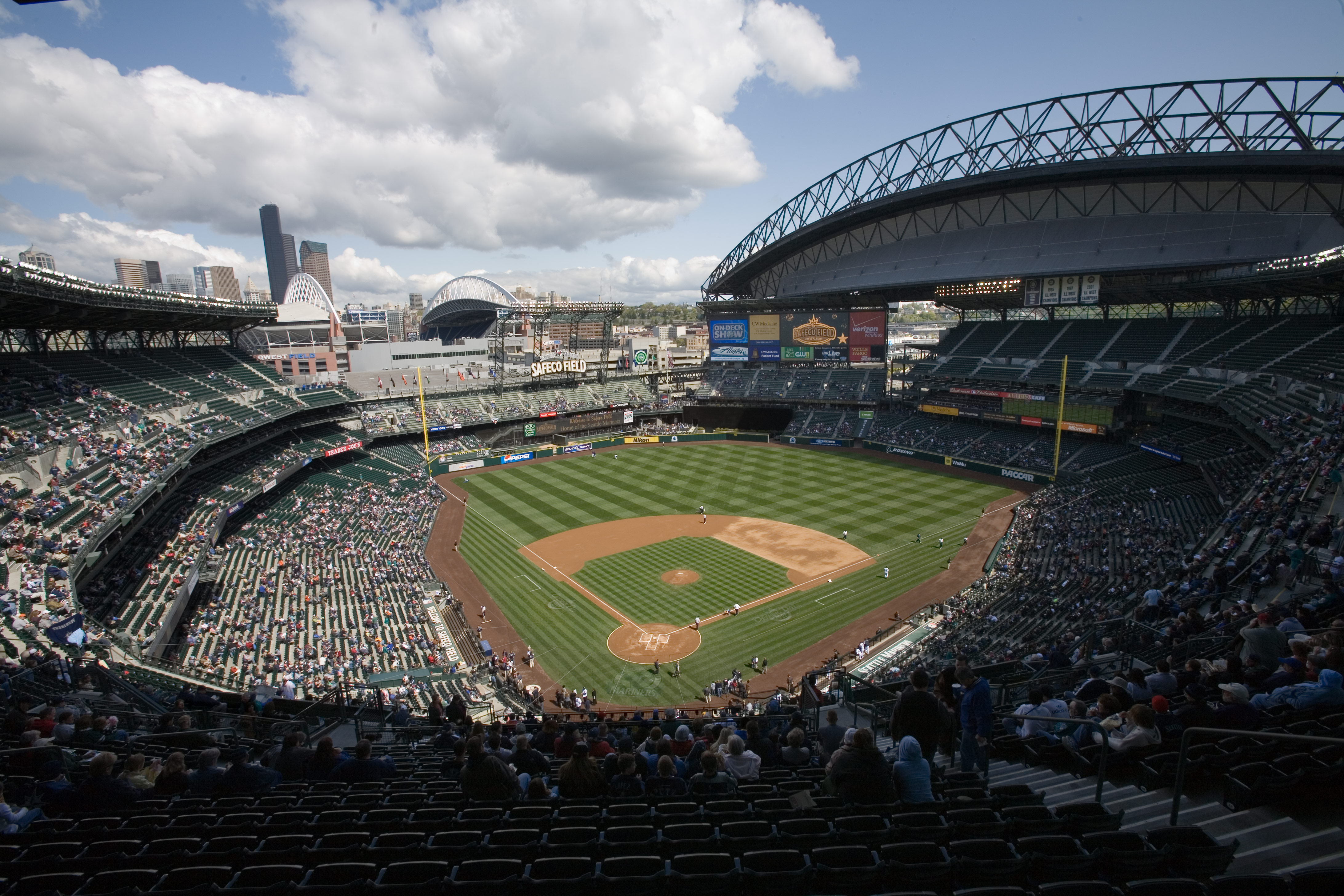
Arenan som stod värd för arrangemanget, 2007.

Discover NHL Winter Classic 2024 var ett sportarrangemang i den nordamerikanska ishockeyligan National Hockey League (NHL) där en grundspelsmatch spelades utomhus mellan Seattle Kraken och Vegas Golden Knights på T-Mobile Park i Seattle, Washington i USA den 1 januari 2024.

## Matchen

### Laguppställningarna
| Vänsterforwards | Centrar            | Högerforwards      |
| --------------- | ------------------ | ------------------ |
| Tomáš Tatar     | Matty Beniers      | Jordan Eberle (A)  |
| Jared McCann    | Alexander Wennberg | Brandon Tanev      |
| Eeli Tolvanen   | Yanni Gourde       | Oliver Bjorkstrand |
| Kailer Yamamoto | Tye Kartye         | André Burakovsky   |
| Backar          |                    | Backar             |
| Vince Dunn      |                    | Adam Larsson (A)   |
| Jamie Oleksiak  |                    | Will Borgen        |
| Brian Dumoulin  |                    | Justin Schultz     |
|                 | Målvakter          |                    |
|                 | Joel Daccord       |                    |
|                 | Chris Driedger     |                    |
|                 | Tränare            |                    |
|                 | Dave Hakstol       |                    |

| Vänsterforwards | Centrar             | Högerforwards         |
| --------------- | ------------------- | --------------------- |
| Ivan Barbasjov  | Jack Eichel (A)     | Mark Stone (C)        |
| William Carrier | Chandler Stephenson | Jonathan Marchessault |
| Paul Cotter     | William Karlsson    | Michael Amadio        |
| Brett Howden    | Nicolas Roy         | Keegan Kolesar        |
| Backar          |                     | Backar                |
| Nicolas Hague   |                     | Alex Pietrangelo (A)  |
| Brayden McNabb  |                     | Zach Whitecloud       |
| Alec Martinez   |                     | Brayden Pachal        |
|                 | Målvakter           |                       |
|                 | Logan Thompson      |                       |
|                 | Jiří Patera         |                       |
|                 | Tränare             |                       |
|                 | Bruce Cassidy       |                       |

### Resultatet
| 573 | 1 januari 2024 | Seattle Kraken | 3 – 0   | Vegas Golden Knights                                    | T-Mobile Park | |
|     |                | Första perioden: Eeli Tolvanen (4:50) Assists: Dunn, Larsson Andra perioden: Will Borgen (2:19) Assists: Kartye, Tolvanen Tredje perioden: Yanni Gourde (2:10) | Rapport | Första perioden: — Andra perioden: — Tredje perioden: — | Seattle, Washington, USA Publik: 47 313 Domare: Dan O'Rourke, Graham Skilliter Linjedomare: Ryan Gibbons, Kiel Murchison | Seattle, Washington, USA Publik: 47 313 Domare: Dan O'Rourke, Graham Skilliter Linjedomare: Ryan Gibbons, Kiel Murchison |
|     |                | |         |                                                         | Seattle, Washington, USA Publik: 47 313 Domare: Dan O'Rourke, Graham Skilliter Linjedomare: Ryan Gibbons, Kiel Murchison | Seattle, Washington, USA Publik: 47 313 Domare: Dan O'Rourke, Graham Skilliter Linjedomare: Ryan Gibbons, Kiel Murchison |
|     |                | |         |                                                         | Seattle, Washington, USA Publik: 47 313 Domare: Dan O'Rourke, Graham Skilliter Linjedomare: Ryan Gibbons, Kiel Murchison | Seattle, Washington, USA Publik: 47 313 Domare: Dan O'Rourke, Graham Skilliter Linjedomare: Ryan Gibbons, Kiel Murchison |

#### Matchstatistik
|                     | Seattle Kraken | Vegas Golden Knights |
| ------------------- | -------------- | -------------------- |
| Powerplay           | 0/2            | 0/1                  |
| Tacklingar          | 27             | 17                   |
| Vunna tekningar (%) | 52,5           | 47,5                 |
| Blockerade skott    | 20             | 20                   |
| Utvisningsminuter   | 2              | 4                    |

| Period | Seattle Kraken | Vegas Golden Knights |
| ------ | -------------- | -------------------- |
| Första | 10             | 10                   |
| Andra  | 11             | 10                   |
| Tredje | 6              | 15                   |
| Totalt | 27             | 35                   |

#### Utvisningar
| Spelare         | Utvisning       | Utvisningsminuter | Tid             |
| Första perioden | Första perioden | Första perioden   | Första perioden |
| Andra perioden  | Andra perioden  | Andra perioden    | Andra perioden  |
| --------------- | --------------- | ----------------- | --------------- |
| Adam Larsson    | Interference    | 2:00              | 16:39           |
| Tredje perioden |                 |                   |                 |
| Källa:          |                 |                   |                 |

| Spelare                                            | Utvisning       | Utvisningsminuter | Tid             |
| Första perioden                                    | Första perioden | Första perioden   | Första perioden |
| Andra perioden                                     | Andra perioden  | Andra perioden    | Andra perioden  |
| Tredje perioden                                    | Tredje perioden | Tredje perioden   | Tredje perioden |
| -------------------------------------------------- | --------------- | ----------------- | --------------- |
| Bryden McNabb                                      | Tripping        | 2:00              | 12:10           |
| Alex Pietrangelo                                   | Slashing        | 2:00              | 19:54           |
| Termer: Förseelser som leder till utvisningsstraff |                 |                   |                 |

### Statistik

#### Seattle Kraken

##### Utespelare
| Spelare            | Mål | Assists | Poäng | +/− | Utvisningsminuter | Skott | Vunna tekningar (%) | Tacklingar | Tid på isen |
| ------------------ | --- | ------- | ----- | --- | ----------------- | ----- | ------------------- | ---------- | ----------- |
| Eeli Tolvanen      | 1   | 1       | 2     | +2  | 0                 | 2     | 0                   | 4          | 15:32       |
| Will Borgen        | 1   | 0       | 1     | +1  | 0                 | 3     | 0                   | 2          | 18:27       |
| Yanni Gourde       | 1   | 0       | 1     | +2  | 0                 | 5     | 40                  | 1          | 17:04       |
| Vince Dunn         | 0   | 1       | 1     | +2  | 0                 | 1     | 0                   | 0          | 22:44       |
| Tye Kartye         | 0   | 1       | 1     | +1  | 0                 | 1     | 40                  | 1          | 10:07       |
| Adam Larsson       | 0   | 1       | 1     | +1  | 2                 | 0     | 0                   | 2          | 23:24       |
| Matty Beniers      | 0   | 0       | 0     | 0   | 0                 | 1     | 46,2                | 1          | 17:58       |
| Oliver Bjorkstrand | 0   | 0       | 0     | +2  | 0                 | 1     | 0                   | 1          | 13:18       |
| André Burakovsky   | 0   | 0       | 0     | +1  | 0                 | 0     | 0                   | 1          | 11:16       |
| Brian Dumoulin     | 0   | 0       | 0     | +1  | 0                 | 0     | 0                   | 2          | 14:48       |
| Jordan Eberle      | 0   | 0       | 0     | 0   | 0                 | 3     | 50                  | 1          | 16:07       |
| Jared McCann       | 0   | 0       | 0     | 0   | 0                 | 0     | 0                   | 1          | 16:25       |
| Jamie Oleksiak     | 0   | 0       | 0     | +1  | 0                 | 2     | 0                   | 2          | 26:00       |
| Justin Schultz     | 0   | 0       | 0     | 0   | 0                 | 3     | 0                   | 1          | 13:29       |
| Brandon Tanev      | 0   | 0       | 0     | 0   | 0                 | 2     | 0                   | 3          | 17:38       |
| Tomáš Tatar        | 0   | 0       | 0     | 0   | 0                 | 3     | 0                   | 1          | 14:13       |
| Alexander Wennberg | 0   | 0       | 0     | 0   | 0                 | 2     | 60                  | 1          | 18:45       |
| Kailer Yamamoto    | 0   | 0       | 0     | +1  | 0                 | 0     | 0                   | 0          | 10:34       |
| Källa:             |     |         |       |     |                   |       |                     |            |             |

##### Målvakt
| Spelare      | Skott mot sig | Räddningar | Insläppta mål | Räddningsprocent | Utvisningsminuter | Tid på isen |
| ------------ | ------------- | ---------- | ------------- | ---------------- | ----------------- | ----------- |
| Joey Daccord | 35            | 35         | 0             | 1,000            | 0                 | 60:00       |
| Källa:       |               |            |               |                  |                   |             |

#### Vegas Golden Knights

##### Utespelare
| Spelare               | Mål | Assists | Poäng | +/− | Utvisningsminuter | Skott | Vunna tekningar (%) | Tacklingar | Tid på isen |
| --------------------- | --- | ------- | ----- | --- | ----------------- | ----- | ------------------- | ---------- | ----------- |
| Michael Amadio        | 0   | 0       | 0     | –2  | 0                 | 0     | 0                   | 0          | 12:29       |
| Ivan Barbasjov        | 0   | 0       | 0     | 0   | 0                 | 0     | 100                 | 2          | 16:53       |
| William Carrier       | 0   | 0       | 0     | 0   | 0                 | 2     | 0                   | 3          | 12:19       |
| Paul Cotter           | 0   | 0       | 0     | –2  | 0                 | 1     | 0                   | 1          | 15:11       |
| Jack Eichel           | 0   | 0       | 0     | 0   | 0                 | 5     | 38,9                | 0          | 20:15       |
| Brett Howden          | 0   | 0       | 0     | –1  | 0                 | 1     | 100                 | 0          | 10:41       |
| William Karlsson      | 0   | 0       | 0     | –2  | 0                 | 1     | 57,1                | 0          | 18:36       |
| Keegan Kolesar        | 0   | 0       | 0     | –1  | 0                 | 1     | 0                   | 2          | 09:26       |
| Jonathan Marchessault | 0   | 0       | 0     | 0   | 0                 | 7     | 0                   | 0          | 19:12       |
| Nicolas Roy           | 0   | 0       | 0     | –1  | 0                 | 0     | 25                  | 1          | 12:20       |
| Chandler Stephenson   | 0   | 0       | 0     | 0   | 0                 | 1     | 52,9                | 0          | 18:15       |
| Mark Stone            | 0   | 0       | 0     | 0   | 0                 | 3     | 0                   | 0          | 20:10       |
| Nicolas Hague         | 0   | 0       | 0     | –2  | 0                 | 1     | 0                   | 1          | 19:21       |
| Alec Martinez         | 0   | 0       | 0     | 0   | 0                 | 3     | 0                   | 1          | 19:30       |
| Brayden McNabb        | 0   | 0       | 0     | –1  | 2                 | 2     | 0                   | 1          | 16:10       |
| Brayden Pachal        | 0   | 0       | 0     | 0   | 0                 | 1     | 0                   | 3          | 14:07       |
| Alex Pietrangelo      | 0   | 0       | 0     | –2  | 2                 | 6     | 0                   | 1          | 24:40       |
| Zach Whitecloud       | 0   | 0       | 0     | –1  | 0                 | 1     | 0                   | 0          | 21:19       |
| Källa:                |     |         |       |     |                   |       |                     |            |             |

##### Målvakt
| Spelare        | Skott mot sig | Räddningar | Insläppta mål | Räddningsprocent | Utvisningsminuter | Tid på isen |
| -------------- | ------------- | ---------- | ------------- | ---------------- | ----------------- | ----------- |
| Logan Thompson | 27            | 24         | 3             | 0,889            | 0                 | 57:00       |
| Källa:         |               |            |               |                  |                   |             |